# Matt Giteau
Matthew James Giteau  (Sídney, 29 de septiembre de 1982) es un jugador australiano de rugby que se desempeña como centro o apertura y actualmente juega para el club San Diego Legion. Es hijo del exjugador de rugby Ron Giteau.

## Carrera

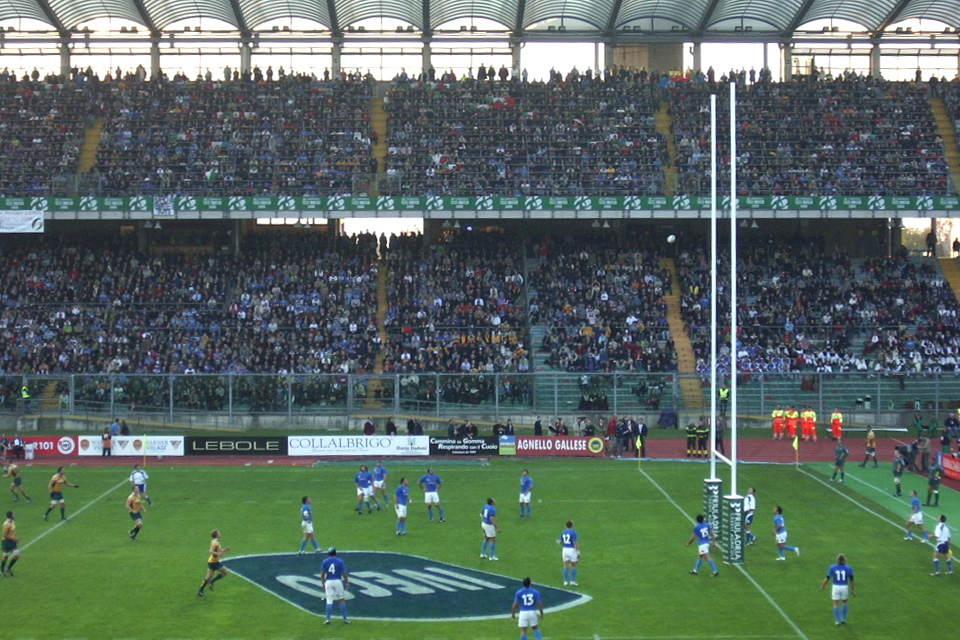
Un penalti pateado por Matt Giteau durante el partido de rugby union Italia vs. Australia jugado en el Stadio Euganeo, Padua, Italia.

### Clubes
Giteau hizo su debut con los Brumbies ACT en 2001 y permaneció en el club durante 4 temporadas en las cuales consiguió dos títulos de Super Rugby  en los años 2001 y 2004.
En abril de 2006 se anunció su fichaje por Western Force Super Rugby, para la temporada 2007, en Western Force permaneció dos temporadas para realizar el camino de vuelta nuevamente a los Brumbies donde jugó dos temporadas más.
En la temporada 2011-2012 Giteau decide dar un giro a su carrera y probar en el Viejo Continente de la mano del Toulon francés en el top 14, un acuerdo que se retrasó hasta el término del campeonato mundial de 2011.
En 2013 se proclama campeón de la Heineken Cup  al ganar en la final a  Clermont Auvergne por 16-15.
En la temporada 2013-2014 Giteau y el Toulon consiguen el doblete al proclamarse campeones del top 14 francés ante Castres Olympique por 18-10  y de la Heineken Cup al vencer a Saracens por 23-6 con un ensayo del propio Giteau.

### Internacional
La carrera internacional de Giteau empezó rápidamente ya que en 2002 fue seleccionado por primera vez con los  wallabies. Debutó ante Inglaterra en Twickenham el 16 de noviembre de 2002.
En 2003 formar parte del equipo que jugaría la Copa Mundial de Rugby de 2003 campeonato en el que Australia era la anfitriona y donde perdió la final ante Inglaterra por un resultado de 20-17 donde Giteau salió como suplente para ocupar el puesto de apertura.
En 2007, Giteau fue seleccionado por Australia para la Copa Mundial de Rugby de 2007 disputada en Francia donde jugó de centro titular convirtiéndose con 40 puntos en jugador que más puntos consiguió para su país, aunque acabó lesionado en el partido de cuartos de final que su equipo perdió contra Inglaterra 10-12. Una vez acabado el campeonato del mundo, Giteau fue seleccionado por los Barbarians para ocupar el puesto de apertura ante  Sudáfrica, que acababa de proclamarse campeona del mundo.En 2008, el nuevo entrenador de los Wallabies Robbie Deans decidió confiar a Giteau el puesto de apertura titular de Australia, tras la jubilación de Stephen Larkham . En 2011 no fue seleccionado para disputar la Copa Mundial de Rugby de 2011 en Nueva Zelanda. Desde 2011 Giteau no ha vuelto a la selección debido a la normativa de la federación australiana de no seleccionar a jugadores que jueguen fuera de su país. Vuelve a jugar el Torneo de las Naciones en 2015 jugando de primer centro. Giteau y los wallabies se proclaman campeones de Rugby Championship 2015 al derrotar a los All Blacks por 27-19 en el Estadio ANZ de Sídney
En 2015 es seleccionado para formar parte de la selección australiana que participa en la Copa Mundial de Rugby de 2015. En el decisivo partido contra Inglaterra, que significó que Inglaterra no pasaría de la fase de grupos, Giteau anotó un ensayo en el último minuto. Matt Giteau alcanzó los 100 partidos con Australia en el partido de cuartos de final, en el que derrotaron a Escocia 35-34 en el estadio de Twickenham, y fue elegido por el público, a través de Twitter como "Jugador del partido" (man of the match).

## Palmarés
- Super Rugby: 2001, 2004.
- Champions Cup: 2013, 2014, 2015
- Top 14: 2013-14.
- Top League : 2018
- Rugby Championship 2015
- Finalista de la Copa del Mundo de Rugby : 2003, 2015

### Barbarians
- Seleccionado por los Barbarians.

### Galardones personales
- Nominado como Mejor Jugador del Mundo en 2004 y 2009.